# Eric Larson
Eric Larson (født 3. september 1905 i Cleveland, Utah, døde den 25. oktober 1988 i La Cañada Flintridge, Californien), var en amerikansk animatør, der arbejdede for Walt Disney som en af Disney's Nine Old Men. Han startede i Disney i 1933og skabte blandt andet sekvensen, hvor børnene flyver til Ønskeøen i Peter Pan. Efter Walt Disneys død i 1966 fik Larson ansvaret for at finde nyt talent og træne dem, et job han fortsatte med at udføre indtil hans pensionering i 1986.